# My Sharona
«My Sharona» es una canción del álbum Get the Knack de la banda estadounidense de power pop y rock The Knack. Se trata, también, del sencillo de debut del grupo, escrita por Doug Fieger y Berton Averre, producida por Mike Chapman y editada el 18 de junio de 1979. El sencillo se convirtió en disco de oro en ocho semanas, y el 25 de agosto llegó al número 1 en la lista Billboard Hot 100.
Compuesta a partir de un riff de guitarra eléctrica, «My Sharona» sigue siendo una canción de ámbito popular.

## Inspiración
My Sharona es fácilmente reconocible por su ostinato, escrito por el guitarrista de la banda (Berton Averre) mucho antes de que éste se uniera a The Knack. Según el cantante y guitarrista Doug Fieger, conoció a una chica llamada Sharona Alperin (novia de Doug Fieger) (que por aquel entonces tendría 17 años) y se enamoró de ella. Siempre que pensara en ella, pensaría en el riff de Berton Averre. Los dos trabajaron en la estructura y melodía desde ese momento. La chica en la cual se inspiró la canción era Sharona, una residente de Los Ángeles, California.

## Versiones e influencias
Dave Grohl, de Foo Fighters, ha dicho en más de una ocasión que la canción «My Sharona» es su canción favorita. Su anterior banda, Nirvana, incluso hizo una versión de ésta. 
La banda británica Royal Blood hizo una versión de la canción, publicada como un sencillo el 8 de noviembre del 2017.
El grupo sueco Hammerfall hizo una versión de la canción, agregándola a su álbum No Sacrifice, No Victory.
La cantante italiana Mina hizo una versión en su álbum doble de 1985, Finalmente ho conosciuto il Conte Dracula.
En el 2001, el cantautor español Javier Álvarez hizo una versión en su disco Grandes Éxitos.
En el 2010, la banda argentina Los Pericos, junto con Massacre, realizaron una versión para el disco (de versiones) La 100 Vivo!.
En el 2005, la banda mexicana Moderatto realizó una parodia llamada  Chaperona para su álbum En directo... ¡ponte loco!.
También ha sido interpretada por Destruction, agrupación de thrash metal alemana, en su álbum Cracked Brain.
El grupo gallego Heredeiros da Crus hizo una versión con el título Vaiche boa.
La versión original fue foco de atención en el 2005, cuando apareció en la lista de canciones del iPod del ex presidente de los Estados Unidos George W. Bush.
Otros grupos que la han versionado e incluso han hecho un homenaje han sido, por ejemplo: The Clash, Polysics, Veruca Salt, Los Prisioneros, Eldritch y The Number Twelve Looks Like You.

## Apariciones en cine y televisión
Ha aparecido en Los Simpson, en el capítulo de la temporada 17 El envenenamiento del hijo de Marge, cantada por Jimbo, Dolph y Kearney, y la original suena en los créditos.
Es parte de la película Reality Bites (1994), de Ben Stiller, en la que aparece, durante la misma, bailada por los personajes, y también al final de los créditos. Gracias a esta aparición, ganó popularidad de nuevo en las listas de éxitos.
Fue utilizada en la BSO de la película Super 8 (2011), de J.J. Abrams y Steven Spielberg; la cantan los protagonistas de la película en un segmento, y al final suena nuevamente, interpretada por The Knack.
En el 2016, fue utilizada en la película indie Everybody Wants Some!!.